# Ricardo Bonilla
Ricardo Bonilla né le 12 novembre 1949 à Bogota, est un économiste, professeur et homme politique colombien qui est président de la Banca Financiera de Desarrollo Territorial entre 2022 et 2023, puis ministre colombien des Finances et du Crédit public de 2023 à 2024 sous la présidence de Gustavo Petro,,.